# 桑名龍吾
桑名 龍吾（くわな りゅうご、1962年11月16日 - ）は、日本の政治家。高知県高知市長（1期）。元高知県議会議員（4期）。

## 経歴
高知県高知市生まれ。2歳の時に父親の転勤で香川県高松市に移り、高松市立栗林小学校に入学。その後、龍ヶ崎市立龍ヶ崎小学校（茨城県）に転校するも、6年時には、仙台市立上杉山通小学校（宮城県）へ再び転校。仙台市立上杉山中学校を卒業後、宮城県仙台第三高等学校へ進学。3年時に父の転勤に伴い、國學院大學久我山高等学校へ転校。國學院大學法学部卒業。中学校、高校時代は剣道部に所属し、現在も剣道教士7段として稽古を続けている。
1985年、高知へ帰郷し、高知県経済農業協同組合連合会（JA高知経済連）職員となる。祖父は、元全国農業協同組合中央会会長藤田三郎。
1996年から、義兄である中谷元衆議院議員の誘いにより中谷の秘書を務め、中谷が第1次小泉純一郎内閣で防衛庁長官に就任した後は、大臣秘書官を務めた。
2007年の第16回統一地方選挙で執行された高知県議会議員選挙において、高知市選挙区から立候補し、初当選。以後、4回連続で当選。高知県議会では2019年に議長を務め、、2020年には新型コロナ感染症対策調査特別委員会委員長などを歴任。
2022年11月、翌年11月に行われる予定の高知市長選挙への立候補を表明。2023年11月26日の高知県知事選挙と同日に執行された市長選挙で、六選を目指した現職の岡﨑誠也を接戦の末破り初当選を果たした。